# المدرسة الطبية بمصر
مدرسة الطب بأبي زعبل (أول مدرسة للطب الحديث في المنطقة العربية) أسسها محمد علي باشا في أبي زعبل سنة 1827 م، وكانت في الأصل ثكنة لقوات الخيّالة، وقد بنيت المدرسة والمستشفى على مساحة كبيرة من الأرض وأحيط بها سور ضخم سميك من الحجارة وأحاطتها مساحات واسعة من الأرض المزروعة ومجاري المياه وهذا يدل على حسن اختيار المكان إلا أنه كان بعيدا عن قلب القاهرة. وكان أول ناظرٍ لها هُوَ الطبيب الفرنسي العالم أنطوان كلوت، أو «كلوت بك» كما صار يدعى بعد ذلك. احتوت المدرسة على عدة أقسام علمية طبية: الفيزياء، الكيمياء، النبات، التشريح، الفسيولوجيا، علم الصحة، السموم، المفردات الطبية، التشخيص المرضي الداخلي والخارجي، هذه العلوم المساعدة لعلم الطب، وقد توسعت المدرسة فيما بعد لتضم مدرسة للصيدلة سنة 1830 م ومدرسة للقابلات سنة 1831 م، ثم انتقلت مدرسة الطب البيطري إلى مدينة العباسية، وانتخبت هيئة التدريس من عشرين أستاذ من الفرنسيين والإسبانيين والطليان والبافاريين، ومنهم:
- غايتاني (Gaétani) في التشريح العام والوصفي.
- لاسبيرنزا (Laspéranza) في التشريح والرواميز الباثولوجيا
- سيليزيا (Célésia) للطبيعة والتشريح.
- شروبيني للتشريح والفسيولوجيا.
- برنار  للصحة والطب الشرعي.
- ريفيير  للمادة الطبية والعلاج.
- فيجاري للنبات.
- دوفينيو (Duvigneau) للباثولوجيا والاكلينيك الباطني.
- بارتيلمي (Barthélémy) للمادة الطبية.

أما الكتب المدرسية المستعملة فَقَد كانت كلها باللغة الفرنسية، وقَدْ كان من رأي كلوت بك أن التعليم ينبغي أن يكون بالعربية، لأن التعليم بلغة أجنبية - عَلَى حد قوله - «لا تحصل منه الفائدة المنشودة، كما لا ينتج عنه توطين العلم أو تعميم نفعه»، وكانت المشكلة الأولى هي الترجمة إِلَى العربية. ولم يجدوا مصريًا يتقن لغة أوربية إلا رجلًا من آل عنحوري وَهُوَ سوري يعرف الإيطالية فقط. فترجموا له الكتب الفرنسية إِلَى الإيطالية أولًا، ثم ترجمها هو من الإيطالية إِلَى عربيته الركيكة، وكلّف عالم من الأزهر هُوَ الشيخ مُحَمَّد الهَوّاريّ، يعاونه آخرون بتهذيبها وصقلها. وكان عدد الكتب المترجمة اثنين وخمسين كتابًا. ومن بين هذه الكتب، صنف كلوت بك كتاب ”القول الصريح في علم التشريح‟، طبع سنة 1872 م، وكتاب ”مبلغ البراح في علم الجراح‟ ترجمهما العنحوري وكتاب ”نبذة عن التشريح المرضي‟ ترجمه النبراوي وطبع سنة 1876 م.